# Emese
Emese (tiếng Chuvash: Amăšĕ; phát âm: /·E-mè-sẹ·/) là một nhân vật truyền thuyết Hungary và Trung Âu.

## Từ nguyên
Trong tiếng Đột Quyết, eme, ana hay ene đều nghĩa là "mẹ", "người mang thai" hoặc "người cho bú", vì thế được coi là khởi nguồn tên gọi Emese. Ngoài ra, theo Szabados György và Szentmártoni Szabó Géza, từ này gần âm với động từ émés trong tiếng Hungary, nghĩa là "buồn ngủ". Tất cả các nghĩa đều bổ trở tích cực cho truyền thuyết Giấc mộng Emese.
- Emus
- Hemes
- Emes
- Empsa
- Emsa
- Emse

## Lịch sử
Cho đến thập niên 2020, vẫn chưa có bất cứ chứng cứ khảo cổ nào khiến Emese trở thành nhân vật lịch sử. Tuy nhiên, trong khoảng hơn ngàn năm bà được suy tôn là tổ mẫu tộc Magyar, do đó là một trong những tổ tiên của triều đại Árpád - tố thành chính lập quốc Hungary.
Nhân vật Emese được nhắc sớm nhất trong hai trứ tác Gesta Hungarorum (1200) và Chronicon Pictum (1370-3), tức là nửa thiên niên kỷ so với thời kì được cho là có Emese hiện diện. Cuộc đời bà hầu như gắn liền với huyền thoại lập quốc Hungary.

## Hành trạng
Khoảng thế kỷ IX, Emese - phu nhân đại tộc trưởng Ügyek (có thuyết nói là Előd con Ügyek) miền Levedia (thuộc hãn quốc Khazar) - thụ thai, nhưng ở cữ đã lâu mà chưa trở dạ.
Một hôm, bà nằm mộng thấy mình đang ở giữa thảo nguyên, đột nhiên có đàn chim dữ (ám chỉ linh vật của các bộ lạc du mục thù địch) hàng vạn con từ đâu sà tới định xé xác, thình lình có con turul (linh vật của tộc Levedia, là loài chim săn mồi nửa cắt nửa diều hâu) khổng lồ lao ra đả chết chim chúa khiến cả đàn tan chạy. Turul bỗng cất tiếng người, thì thầm vào tai bà rằng, từ tử cung bà sẽ tràn ra một dòng sông và dòng sông ấy chảy đi các xứ (ám chỉ huyết thống Magyar).
Không bao lâu sau, năm 819, Emese hạ sinh nhi tử Álmos (nghĩa là tặng phẩm của Thượng đế). Lớn lên, Álmos tiến hành thống nhất bảy bộ lạc Magyar bằng minh ước rồi dẫn người Magyar bỏ lưu vực Volga tiến vào đồng bằng Karpat trù phú, lần hồi đến đời con trai là Árpád thì kiến lập vương quốc Hungary hùng cường ở Trung Âu.

## Ảnh hưởng
Sử gia Cổ Hi Lạp Ktésziás (? - 398 TCN) có ghi lại một truyền thuyết như sau: Bà Mandane khi sắp sinh đại đế Kûruš bỗng chiêm bao thấy từ bụng mình chảy ra một dòng sông lớn làm lụt cả Á châu. Bởi vậy, trong thời kì Kûruš trị vì, đế quốc Achaemenes thống trị cả ba lục địa.
Trong cuốn Khẩu truyền sử thi Magyar (A magyar szóbeli hősi epika), sử gia Demény István Pál đề cập một truyền thuyết lưu hành tại Tiểu Á như sau: Cha của quốc phụ Ottoman có tên Ertoğrul (Er = chiến binh, Toğrul = Turul; Ertoğrul ≈ Ügyek) cưới một thiếu nữ thông thái mang họ Edebali rồi nằm mộng thấy mình nuốt trăng lưỡi liềm, sau sinh được một con trai đặt là Osman (Osman ≈ Álmos).
Tại Kazakhstan cũng lưu truyền một cổ tích về người đàn bà bị chim cú dụ vào thảo nguyên rồi sinh hai bé trai, sau hậu duệ chúng lập nên một bộ lạc thờ loài chim này.
Tựu trung, huyền thoại Emese là nguồn cảm hứng vô tận cho nghệ giới Hungary từ trung đại tới nay. Đầu thế kỷ XX, thi sĩ Juhász Gyula đã soạn bài Giấc mộng Emese (Emese álma) để khơi dậy nhiệt huyết ái quốc trong tâm thức dân tộc Hungary.
- Emese là tục danh nữ tính tại Hungary.

## Hình ảnh

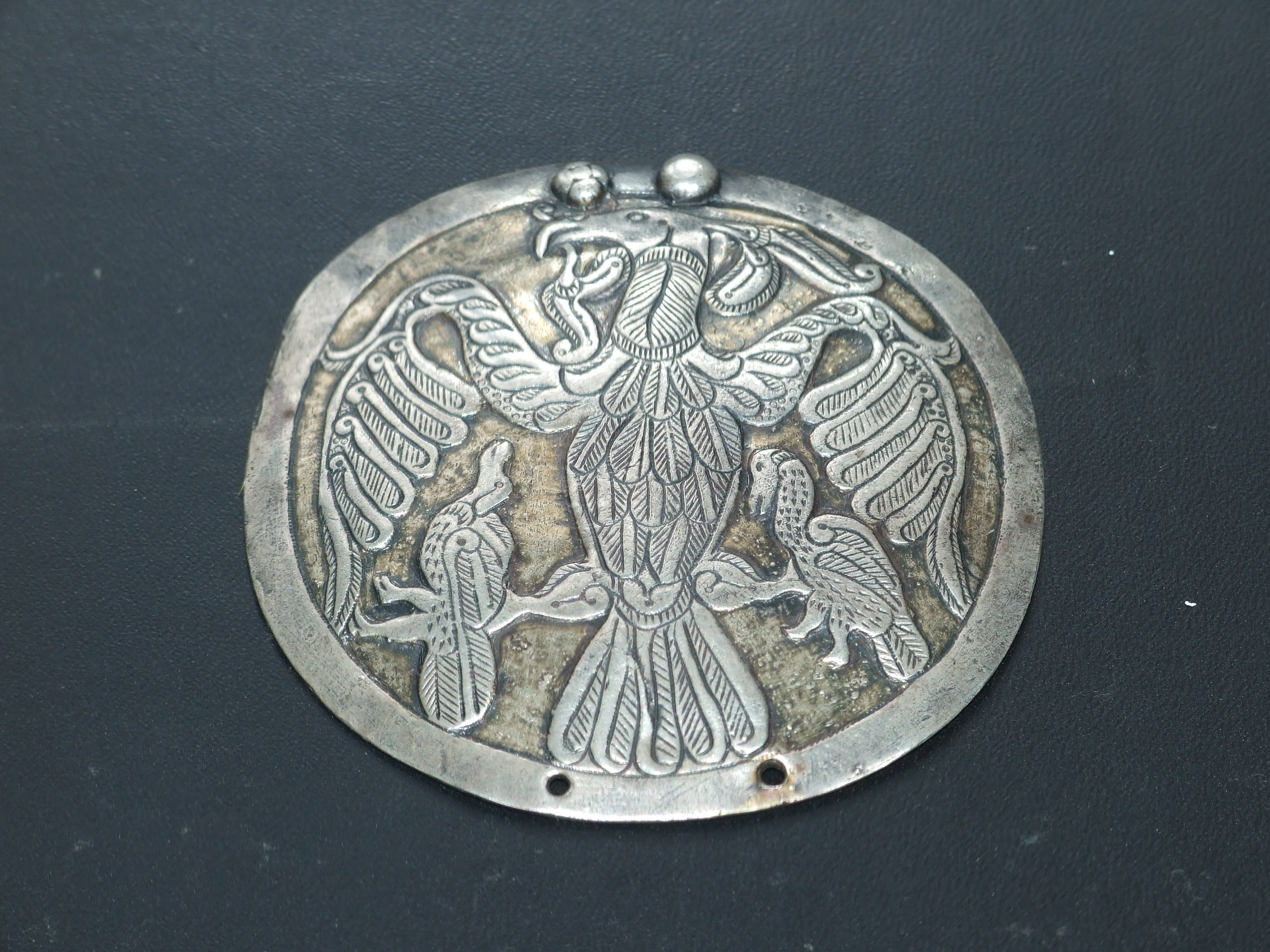
Quốc điểu turul trên xu thế kỷ X
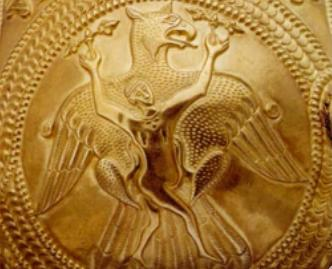
Giấc mộng Emese - phù điêu trên bình vàng
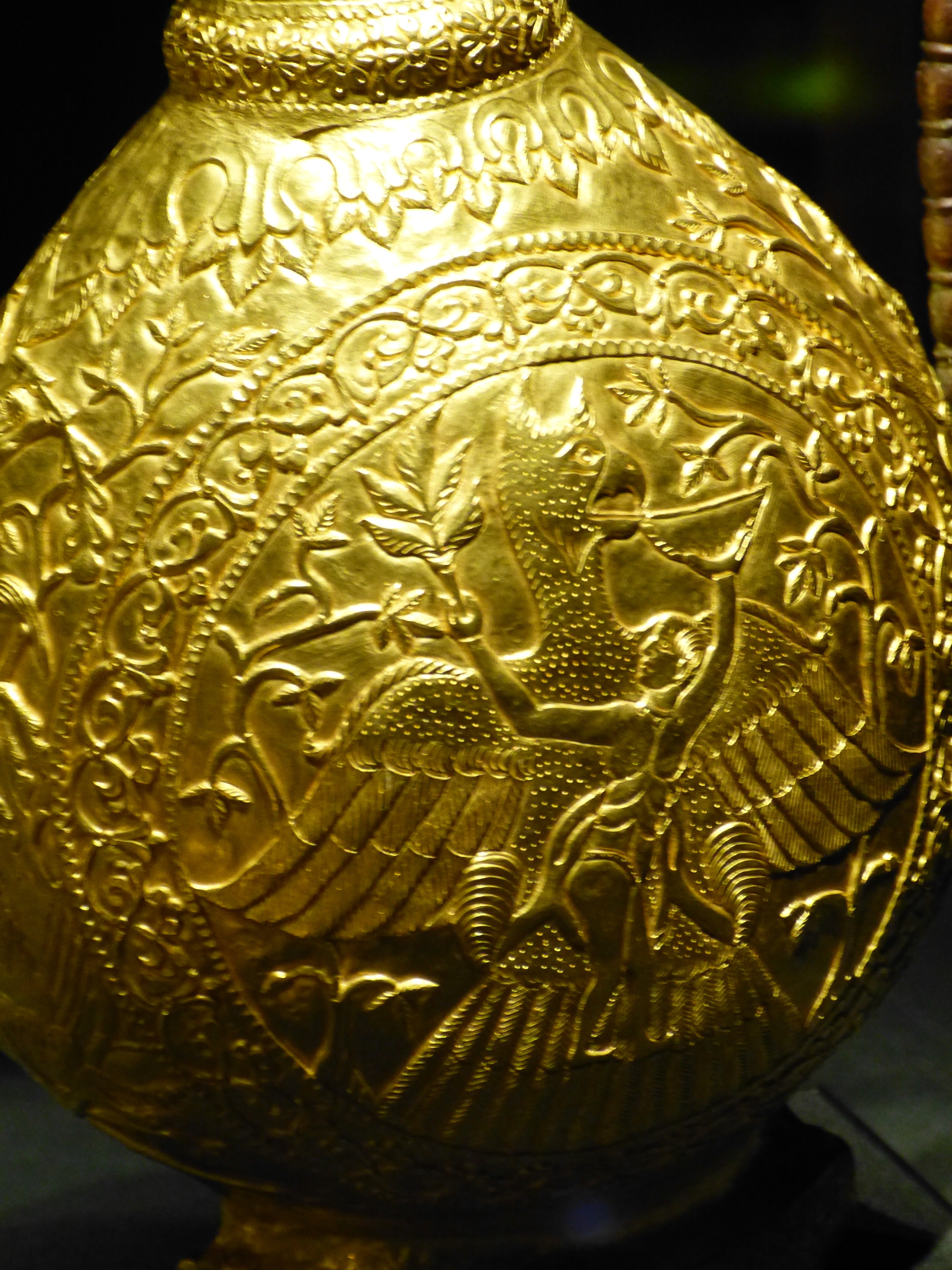
Giấc mộng Emese - phù điêu trên bình vàng

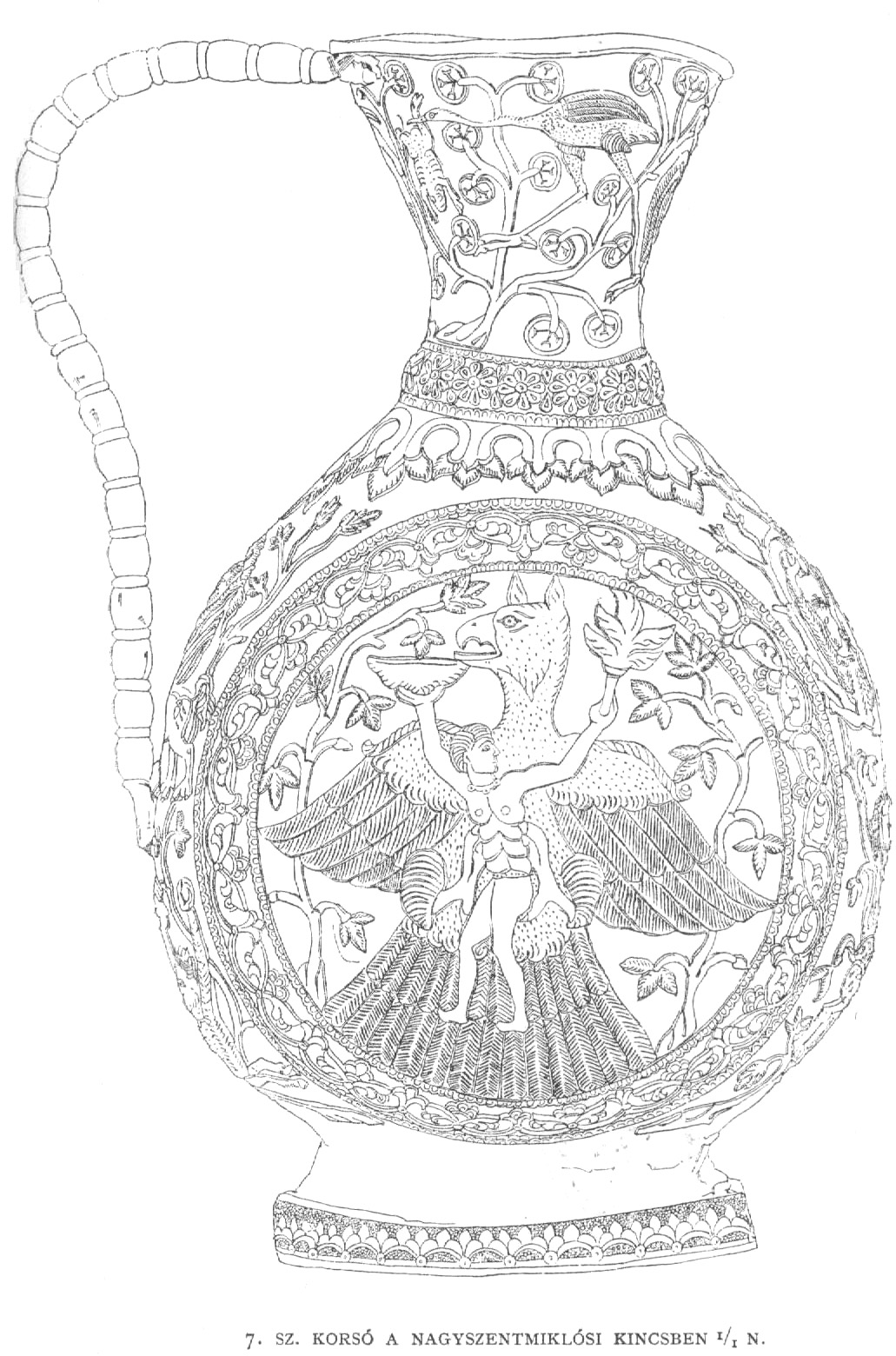
Giấc mộng Emese - phù điêu trên bình vàng
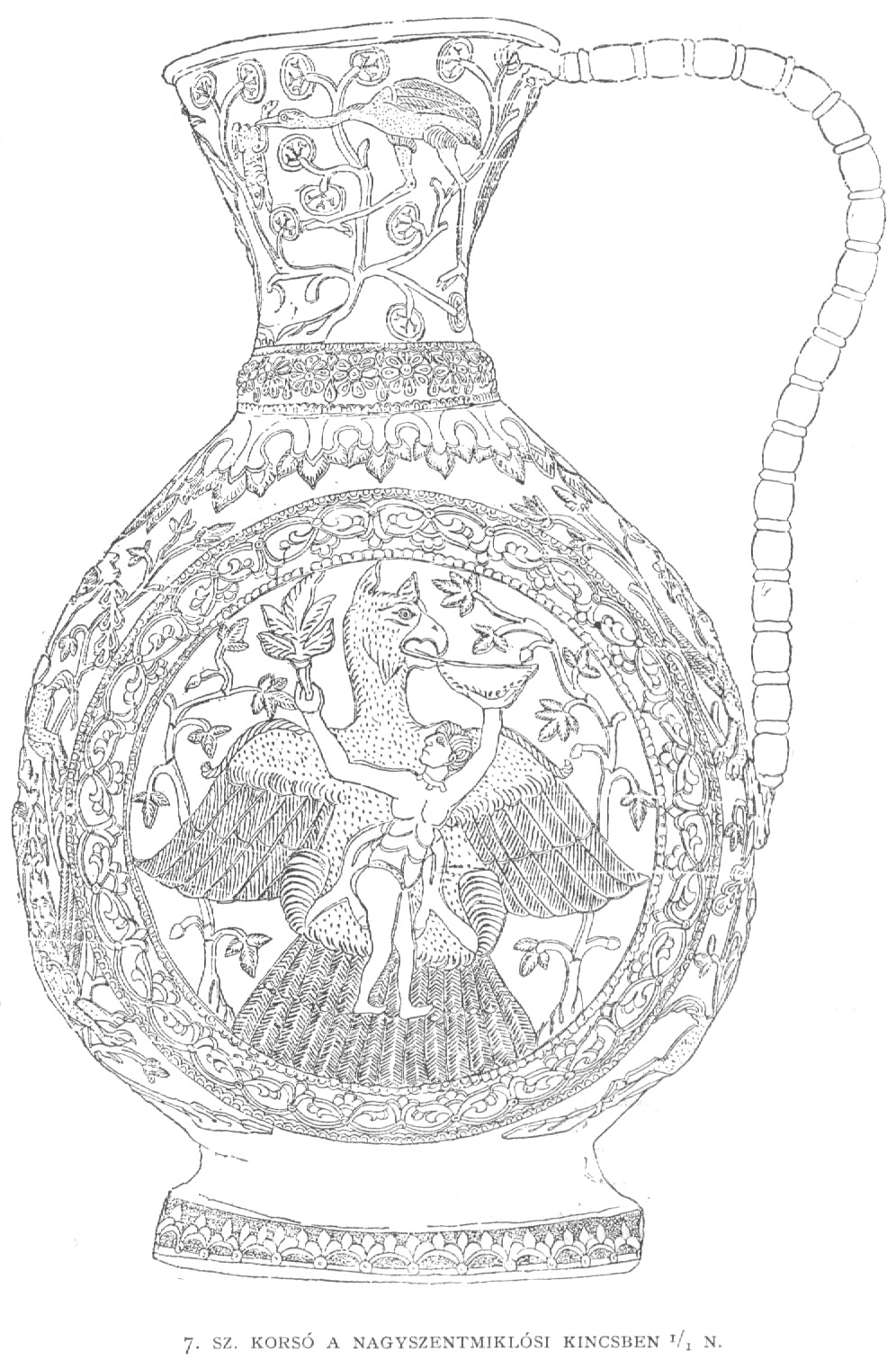
Giấc mộng Emese - phù điêu trên bình vàng
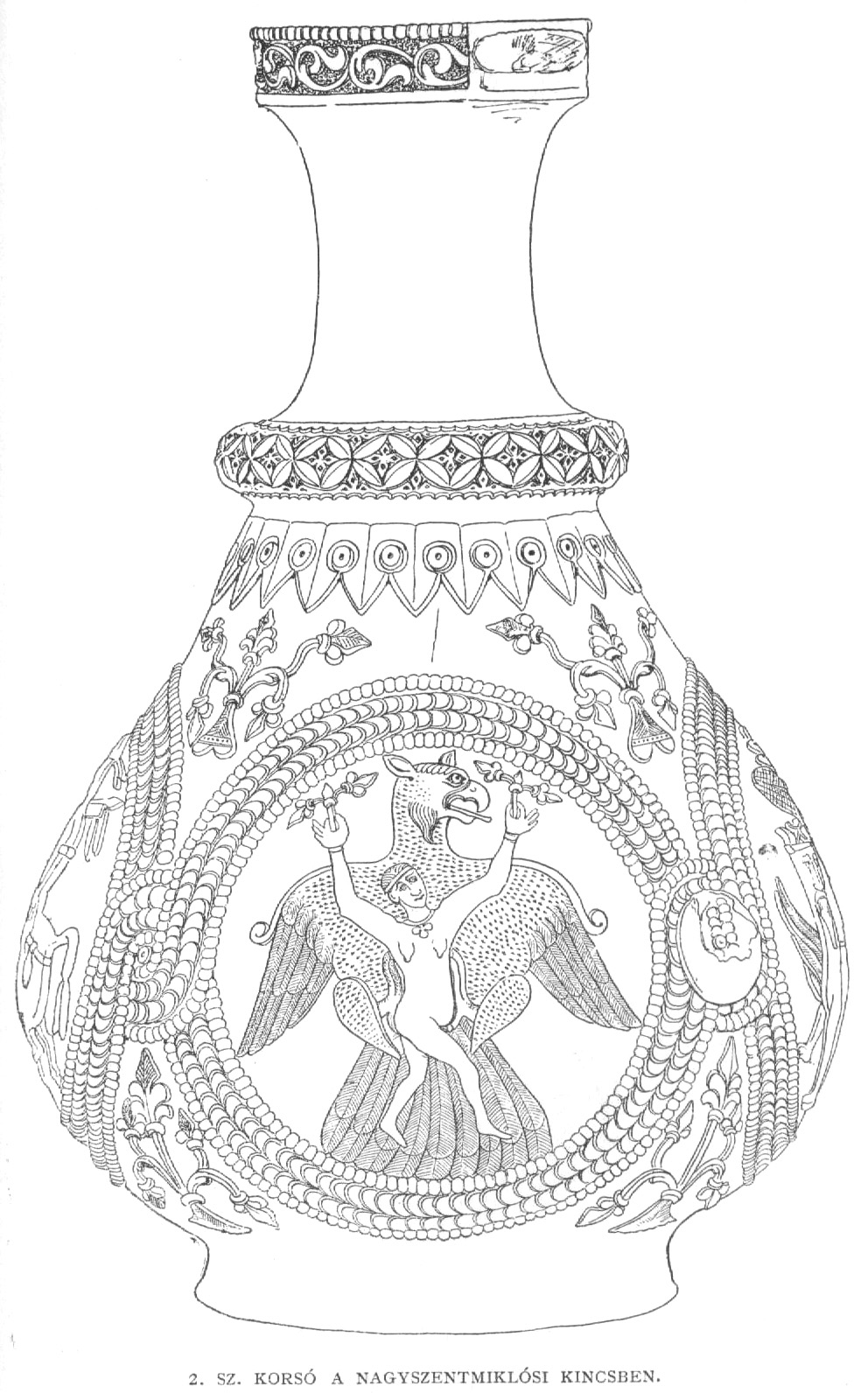
Giấc mộng Emese - phù điêu trên bình vàng

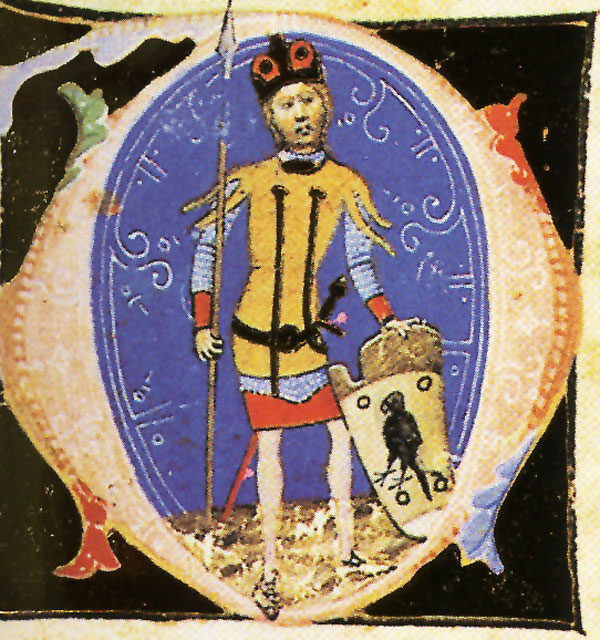
Ügyek
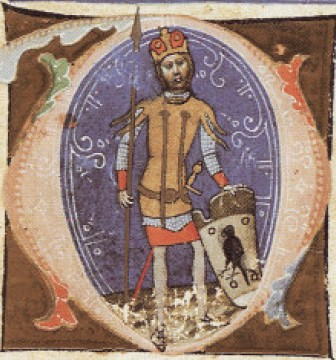
Előd
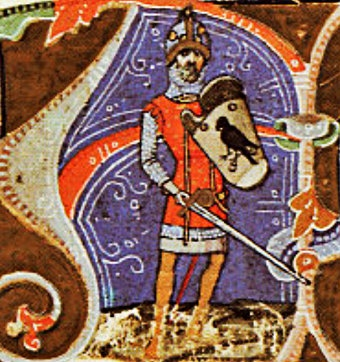
Álmos
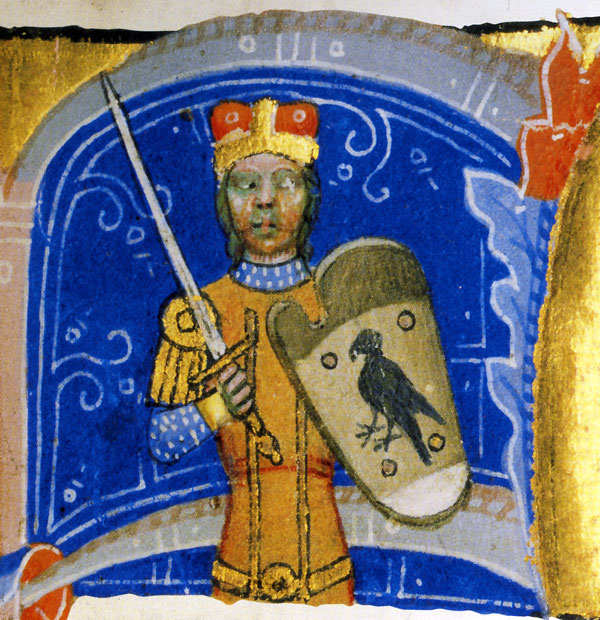
Árpád

### Tư liệu
- Demény István Pál: Emese álma[liên kết hỏng], erdelyimuzeumfolyoirat.adatbank.transindex.ro
- Emese álma - A magyar őstörténet és az államszervezés kora (A kezdetektől 1038-ig), mek.oszk.hu
- Szabados György: Attila-ős, a sólyomforma madár és a fehér elefánt.
- Szabados György: Ünődbeli asszony - a turulmonda újraértelmezésének két ellenpróbája.
- Szili István: Etana mennyei utazásától Emese álmáig, mek.oszk.hu